# Amaracarpus rhombifolius
Amaracarpus rhombifolius là một loài thực vật có hoa trong họ Thiến thảo. Loài này được Valeton mô tả khoa học đầu tiên năm 1927.